# Ellie Soutter
Ellie Soutter (ur. 25 lipca 2000 w Bromley, zm. 25 lipca 2018 w Les Gets) – brytyjska snowboardzistka.

## Życiorys
Urodziła się w Anglii i dorastała w Oxted. Jej rodzice, Tony Soutter i Lorraine Denman, rozwiedli się, gdy była dzieckiem. Kiedy miała dziewięć lat, wraz z ojcem przeprowadziła się do Les Gets we francuskich Alpach. Do 2015 uczęszczała do miejscowych szkół, po czym przez dwa lata uczyła się w domu.
Nauczyła się jeździć na snowboardzie w wieku dziesięciu lat. Była członkiem inauguracyjnego programu British Europa Cup dla snowboardzistów i specjalizowała się w stylach freestyle, freeride i snowcross. W 2016 zaczęła startować w międzynarodowych zawodach, a jej trenerem była Déborah Anthonioz. Swój jedyny brązowy medal w snowcrossie zdobyła występując dla reprezentacji Wielkiej Brytanii podczas Zimowego Olimpijskiego Festiwalu Młodzieży Europy 2017 w tureckim Erzurum. Była także chorążym swojej reprezentacji podczas ceremonii zamknięcia rozgrywek. 
W 2017 została nominowana przez Brytyjski Klub Narciarski do Evie Pinching Award – corocznej nagrody dla młodych sportowców uprawiających sporty zimowe. 
Była powołana do składu reprezentacji Wielkiej Brytanii na Mistrzostwach Świata Juniorów w Narciarstwie Dowolnym i Snowboardzie 2018, do których przygotowywała się w Nowej Zelandii. Miesiąc przed rozpoczęciem nowozelandzkiej części mistrzostw – 25 lipca 2018, w swoje osiemnaste urodziny – popełniła jednak samobójstwo poprzez zadzierzgnięcie w lesie w pobliżu swojego francuskiego domu.
Kilka dni po śmierci snowboardzistki jej ojciec powiedział, że do samobójstwa córki przyczyniła się „historia problemów ze zdrowiem psychicznym” w połączeniu z presją wysokich oczekiwań dotyczących wyników. Skierował także apel do władz sportowych w celu zapewniania lepszego wsparcia młodym sportowcom w przyszłości, gdyż „należy naprawdę przyjrzeć się świadomości zdrowia psychicznego sportowców i upublicznić ją”. Jego rodzina zorganizowała ponadto zbiórkę pieniędzy w celu pomocy biednym młodym sportowcom zimowym, odnosząc się do historii córki i podkreślając, iż „jako młodszy sportowiec, który pochodził z rodziny bez znacznego majątku, Ellie często musiała tracić udział w zawodach i treningach z powodu braku funduszy”.

## Życie prywatne
Była w związku z francuskim snowboardzistą Oscarem Mandinem.